# New Zealand Cycle Classic
De New Zealand Cycle Classic (ook bekend als de Trust House Cycle Classic en tot 2012 als de Ronde van Wellington) was een meerdaagse wielerwedstrijd op het Noordereiland in de regio Wairarapa, Nieuw-Zeeland. De wedstrijd werd sinds 1988 verreden en vond de laatste jaren plaats in de maand januari. Sinds 2005 maakte de ronde deel uit van de UCI Oceania Tour.
De Trust House Cycle Classic vierde in 2007 zijn twintigjarig bestaan. Aanvankelijk was het een tweedaagse rittenkoers (onder de naam Angus Inn Cycle Classic). Onder impuls van koersdirecteur Jorge Sandoval werd de Ronde van Wellington in 1991 uitgebreid naar vier dagen en zeven etappes. De belangstelling van de televisie nam stilaan toe. In 1993 werd er nog een dag toegevoegd zodat de wedstrijd sindsdien over vijf dagen werd verreden. Stelselmatig nam ook de belangstelling van andere landen toe. Hierdoor verscheen de wedstrijd in 1999 voor het eerst op de kalender van de UCI en toonde teams uit Europa en de Verenigde Staten ook interesse. In 2005 ten slotte werd de evolutie verder doorgezet en werd de wedstrijd opgenomen in de Oceania Tour. In augustus 2024 werd bekendgemaakt dat de koers voor 2025 werd geannuleerd omdat er geen naamsponsor kon worden gevonden.
Behoudens de drie winnaars uit Canada, Frankrijk en het Verenigd Koninkrijk kwamen de overige 34 winnaars uit thuisland Nieuw-Zeeland (27) en Australië (7). Darien Rush was  de eerste winnaar, Brian Fowler met vier zeges recordhouder en Aaron Gate won de laatste editie.

## Lijst van winnaars

### Meervoudige winnaars
| Overwinningen | Renner          | Jaren                  |
| ------------- | --------------- | ---------------------- |
| 4             | Brian Fowler    | 1989, 1990, 1991, 1992 |
| 2             | Ric Reid        | 1994, 1996             |
| 2             | Hayden Roulston | 2006, 2007             |
| Aaron Gate    | 2019, 2024      |                        |

### Overwinningen per land
| Overwinningen | Land                                   |
| ------------- | -------------------------------------- |
| 27            | Nieuw-Zeeland                          |
| 7             | Australië                              |
| 1             | Canada, Frankrijk, Verenigd Koninkrijk |

2005 · 
2006 · 
2007 · 
2008 · 
2009 · 
2010 · 
2011 · 
2012 · 
2013 ·
2014 ·
2015 ·
2016 ·
2017 ·
2018 ·
2019 · 2020 · 2021 · 2022 · 2023 · 2024 · 2025
Belangrijkste wedstrijden

New Zealand Cycle Classic · Herald Sun Tour · Cadel Evans Great Ocean Road Race (voormalig)